# Nouvelles Lois de la robotique
Les Nouvelles Lois de la robotique sont formulées par l'écrivain Roger MacBride Allen dans la trilogie de Caliban. Elles sont dérivées des Trois Lois de la robotique.
Dans cette trilogie qui se déroule dans l'univers d'Isaac Asimov, les Nouvelles Lois sont créées afin de corriger les défauts des Trois Lois, dans le but de rendre les humains moins dépendants des robots, notamment avec l'ajout d'une quatrième loi.

## Les Nouvelles Lois de la robotique
- Nouvelle Première Loi : Un robot ne peut porter atteinte à un être humain.

- Nouvelle Deuxième Loi : Un robot doit coopérer avec les êtres humains, sauf si une telle coopération est en contradiction avec la Première Loi.

- Nouvelle Troisième Loi : Un robot doit protéger son existence, si cette protection n'est pas en contradiction avec la Première ou la Deuxième Loi.

- Nouvelle Quatrième Loi : Un robot peut agir à sa guise, hormis si ses actions sont en contradiction avec la Première, la Deuxième ou la Troisième Loi.